# 加藤久仁生
加藤 久仁生（かとう くにお、1977年4月24日 - ）は、日本のアニメーション作家。鹿児島県鹿児島市出身。

## 来歴・人物
鹿児島市立桜丘東小学校、鹿児島市立桜丘中学校、鹿児島市立鹿児島玉龍高等学校、多摩美術大学グラフィックデザイン科卒業。大学在学中に制作したアニメーション作品で国内の賞を獲得。
大学を卒業後、2001年に映像制作会社の「ROBOT」に入社する。ROBOTではキャラクター・アニメーション部アニメーションスタジオケージに所属し、テレビ番組、Webアニメーション、スポットCMなどのアニメーション作品を手がけた。
2008年、加藤が監督した『つみきのいえ』が世界最高峰のアヌシー国際アニメーション映画祭で、短編作品に与えられるアヌシー・クリスタル賞（最高賞グランプリ）を獲得。同賞の日本人の受賞は2003年『頭山』の山村浩二に続いて2人目。
2009年、『つみきのいえ』が第81回アカデミー賞の短編アニメーション賞を受賞した。短編アニメーション賞の受賞は日本人監督作品では初。受賞スピーチでは英語で、オスカー像が重いことや、スタッフなどに対する感謝の意を表明し、所属会社のROBOTに感謝したあと、アメリカのロックバンド、スティクスの曲「ミスター・ロボット」に含まれている日本語の歌詞にちなみ「どうもありがとう。ミスター・ロボット」と締めくくり、会場の笑いを誘った。同年に文化庁長官表彰の国際芸術部門を受賞。
2017年春にROBOTを退社し、アニメーション作家として独立する。同年、NHK「みんなのうた」の「風と共に」（作詞・作曲：宮本浩次）のアニメーションを担当する。秋には東京都内から鎌倉に転居する。

## 作品
- The Apple Incident
- 或る旅人の日記（2003年）[1]
- MY LITTLE LOVER「FANTASY」
- MTV “MUSIC FLOWER”
- R（2006年）[1]
- つみきのいえ（2008年）
- 窓際のトットちゃん(水中シーン)(2023年)

### みんなのうた
- ◆は、5分間1曲枠の楽曲（ロングのうた）。
- 1.セルの恋 / 中川晃教（2005年8月・9月放送）◆
- 2.風と共に / エレファントカシマシ（2017年6月・7月放送）
- 3.カイト / 嵐（2020年4月・5月放送）

## 受賞歴
- ラピュタアニメーションフェスティバル（最優秀作品賞）
- 第2回メルヘンアニメ・コンテスト（最優秀作品賞・『或る旅人の日記』・2004年）
- 第8回ソウルCartoon & Animation Festival（入賞・2004年）
- オタワ国際アニメーションフェスティバル（入賞・2004年、2006年）
- アヌシー国際アニメーション映画祭（グランプリ・『つみきのいえ』・2008年）
- 第12回文化庁メディア芸術祭アニメーション部門（大賞・『つみきのいえ』・2009年）[9]
- 第81回アカデミー賞（短編アニメーション賞・『つみきのいえ』・2009年）
- 第7回メルヘンアニメ・コンテスト（最優秀作品賞・『つみきのいえ』・2008年）
- 第14回アニメーション神戸賞（個人賞・2009年）[10]

## 影響
2015年、チリの作家ホセ・バローハは「或る旅人の日記」にインスパイアされた、 XIIIゴンサロロハスピサロ国際コンテストの優勝テキストである「El hombre del terrón de azúcar」というストーリーを公開した。